# Partito Social Democratico (Brasile 1945)
Il Partito Social Democratico (Partido Social Democrático, PSD) fu un partito politico del Brasile. Il PSD venne fondato il 17 luglio 1945 e sciolto dalla Dittatura militare brasiliana il 27 ottobre 1965.

## Storia
Il PSD fu formato sotto l'iniziativa di Getúlio Vargas.
Dal 1945 al 1964, assieme al vecchio Partito Laburista Brasiliano (PTB), il PSD formava parte della coalizione pro-getulista nella politica brasiliana, in opposizione all'Unione Democratica Nazionale (UDN), antigetulista. Durante la sua esistenza il PSD fu il partito maggioritario nella Camera dei deputati (Câmara dos Deputados do Brasil). Due membri del PSD furono presidenti della Repubblica brasiliana, Eurico Gaspar Dutra, nel 1945, e Juscelino Kubitschek de Oliveira, nel 1955.
Dopo lo scioglimento del PSD, alcuni suoi ex membri aderirono al Movimento Democratico Brasiliano (MDB), unico partito alternativo autorizzato dopo l'istituzione del bipartitismo; altri aderirono all'Alleanza Rinnovatrice Nazionale (ARENA), il partito che sosteneva il regime militare istituito in 1964.
Il PSD fu creato di nuovo negli anni 1980 senza successo. Nel 2003, il PSD fu incorporato nel nuovo Partito Laburista Brasiliano.